# Macarena Sans
Macarena Sans (nascida em 20 de novembro de 1996) é uma handebolista argentina. Integrou a seleção argentina feminina que terminou na décima segunda posição nos Jogos Olímpicos de Verão de 2016 no Rio de Janeiro. Atua como lateral direita e joga pelo clube Mendoza de Regatas. Competiu pela Argentina no Campeonato Mundial de Handebol Feminino de 2015, na Dinamarca. Foi medalha de prata nos Jogos Pan-Americanos de 2015 em Toronto e no Campeonato Pan-Americano de Handebol Feminino Sub-20 de 2016.